# Johanniskirche (Hattingen)

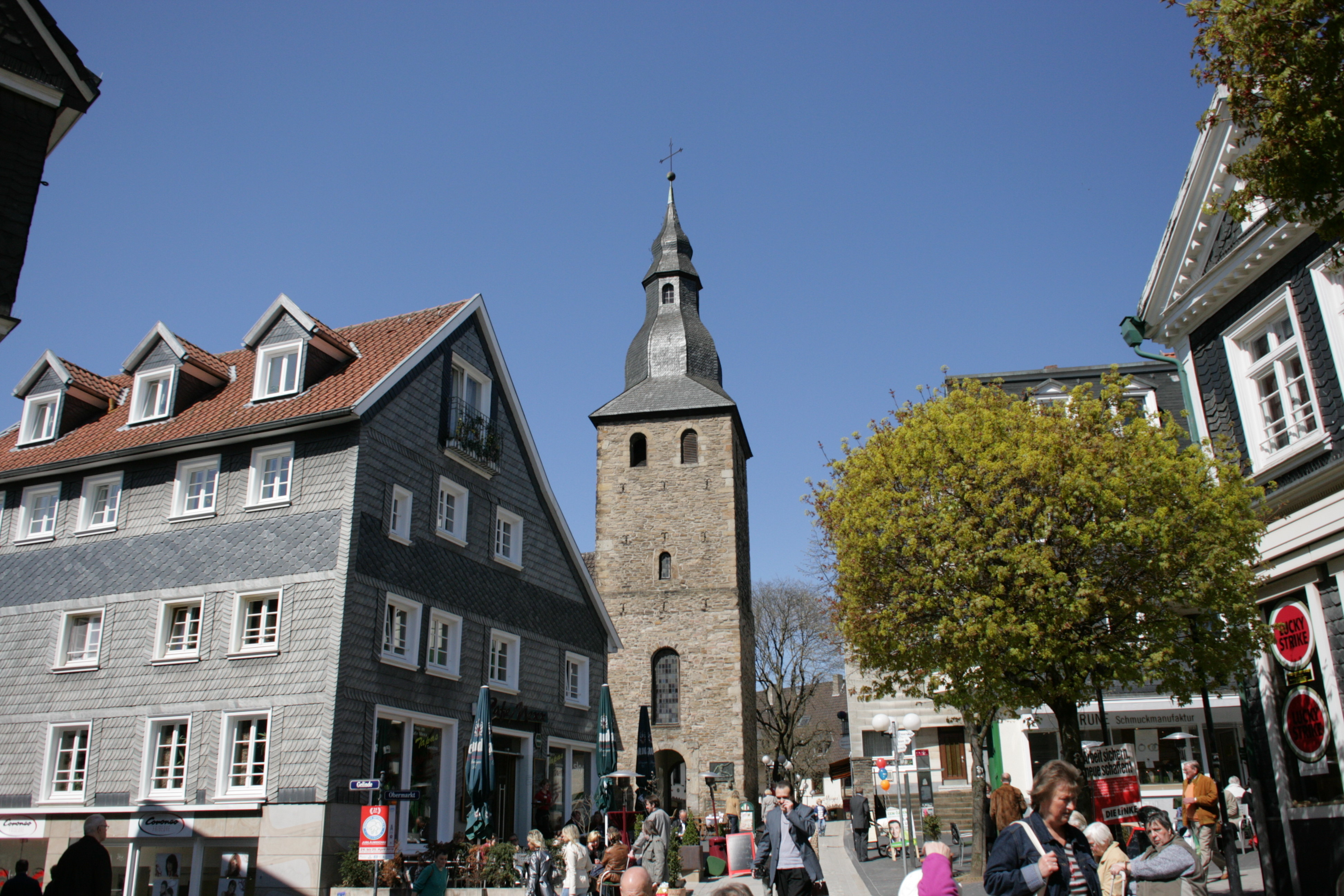
Glockenturm am Untermarkt

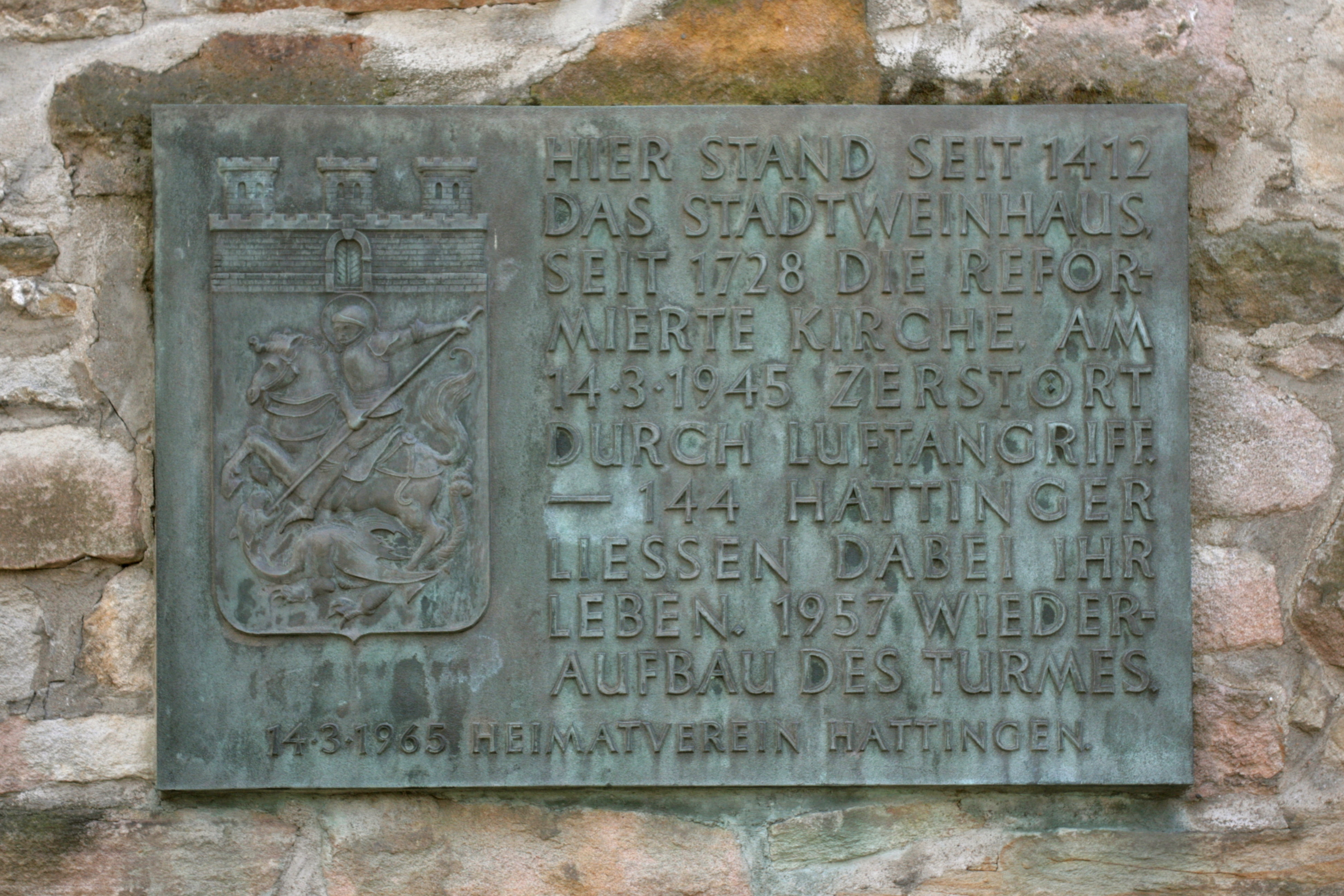
Gedenktafel zur ehemaligen Johanniskirche

Die Johanniskirche war eine evangelische Kirche in Hattingen. Sie wurde 1945 zerstört. Der Kirchturm blieb als Glockenturm erhalten.

## Geschichte
Vor dem Bau der Kirche stand hier das Stadtweinhaus. Kaufverträge und Rentenverträge wurden hier mit Wein besiegelt. Die Reformierte Gemeinde zu Hattneggen und im Amt Blankenstein mietete 1688 den Saal zu gottesdienstlichen Zwecken. Als die Gemeinde das Gebäude erbte, ließ sie es abreißen, um die Johanneskirche zu errichten.
Bei einem Luftangriff am 14. März 1945 wurden das Kirchenschiff und die umliegenden Häuser des Krämersdorfs, zumeist dicht zusammenstehende Fachwerkhäuser, durch Sprengbomben zerstört. Nur der Kirchturm mit der barocken Haube konnte restauriert werden. Der Bankier und Unternehmer Leo Gottwald stiftete für ihn ein Glockenspiel.
Für das Areal schuf der Stadtbaurat Dr. Ulrich im Jahre 1946 den Entwurf für einen neuen Platz mit einem Komplex mit Ladenlokalen und Arkadengängen. Im Jahre 1952 war die neue Bebauung des Krämersdorfs fertiggestellt.